# Charles Mantoux
Charles Mantoux (* Mai 1877 in Paris; † 1947) war ein französischer Arzt.
Nach seinem Studium an der Universität von Paris bei Paul Broca und Victor-Henri Hutinel arbeitete er aus gesundheitlichen Gründen in einem Tuberkulosesanatorium in Cannes. Er wies nach, dass der von Felix Mendel entwickelte in die Haut gespritzte (intracutane) Tuberkulin-Test wesentlich sensitiver ist, als die seinerzeit gebräuchliche Injektion in das Unterhautfettgewebe (subcutane Anwendung) von Pirquet. Nach der Veröffentlichung seiner Ergebnisse 1910 verdrängte seine Methode den alten Test in den meisten Ländern und ist seitdem als Mendel-Mantoux-Test geläufig. Mantoux widmete sich auch anderen Studien über Tuberkulose: Er entwickelte einen Test um diese bei Rindern nachzuweisen, den er auch auf Schweine und Pferde übertrug. Dies war von großer Bedeutung für die öffentliche Gesundheitsvorsorge. Er wandte den Test auch bei Meerschweinchen an, um die Rate von allergischen Reaktionen auf das Tuberkulin experimentell zu bestimmen. Außerdem machte er Röntgen-Studien zur Tuberkulose, veröffentlichte Arbeiten zum Pleuraerguss und war einer der ersten, der die Behandlungsmethode des künstlichen Pneumothorax bei Tuberkulose anwandte und die Effekte auf die tuberkulösen Kavernen studierte.